# Tolna

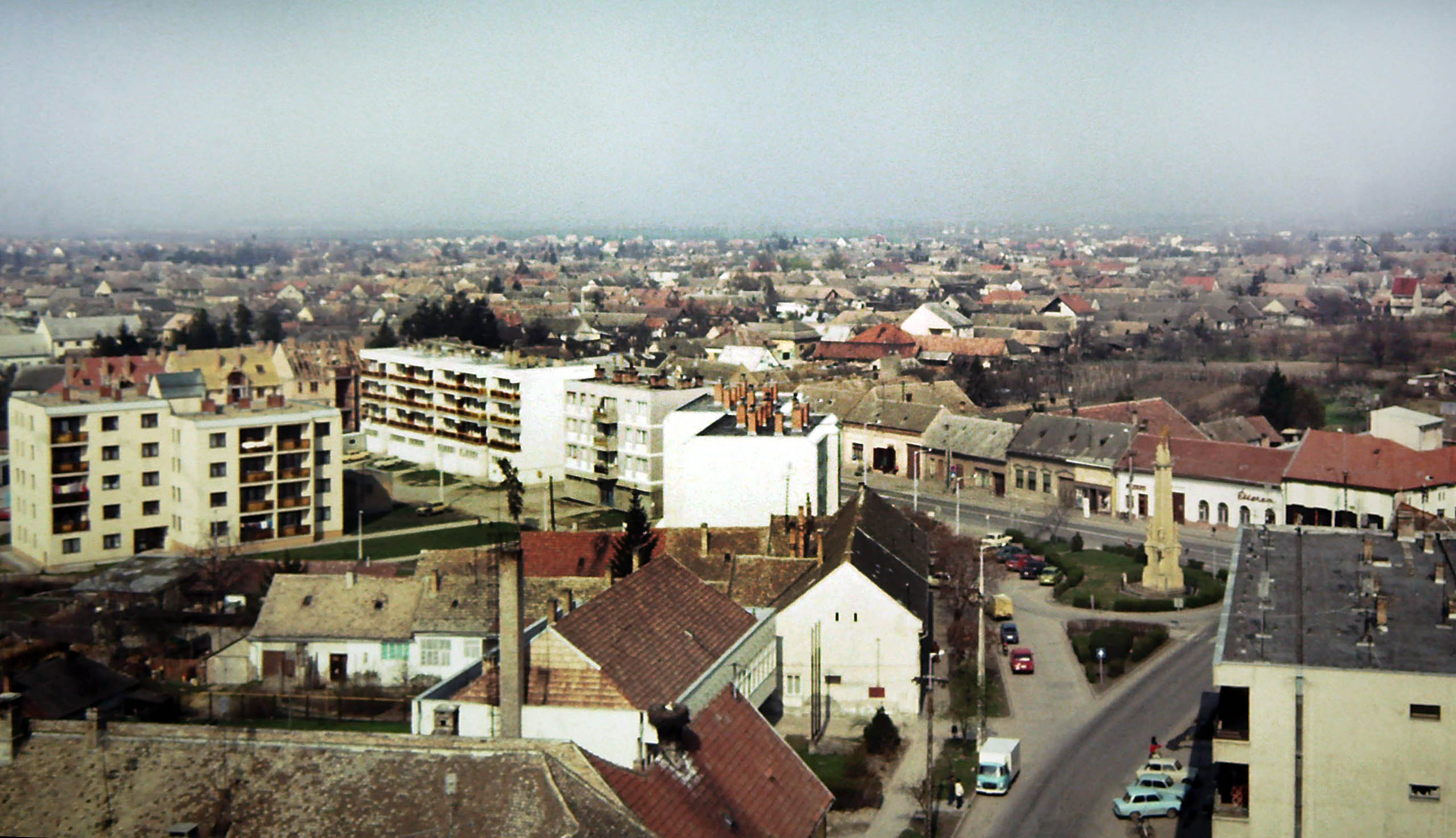
Blick auf Tolna (1991)

Tolna [ˈtolnɒ] ist eine ungarische Stadt im gleichnamigen Kreis im gleichnamigen Komitat. Zur Stadt gehört der Ortsteil Mözs, der bis 1989 eine eigenständige Gemeinde war.

## Geografische Lage
Tolna liegt gut 120 Kilometer südwestlich der Hauptstadt Budapest und 10 Kilometer nordöstlich des Komitatssitzes Szekszárd, an einem toten Flussarm der Donau.
Nachbargemeinden sind Fadd, Bogyiszló, Szedres und Fácánkert.

## Geschichte
Das Gebiet um Tolna war bereits zu Zeiten der Römer besiedelt, die hier wahrscheinlich ein von der Donau in nachantiker Zeit abgetragenes Grenzkastell namens Alta Ripa errichteten. Während der Regentschaft des Königshauses der Árpáden in Ungarn wurde die Ortschaft Thelena genannt und später in Tolna umbenannt.
Im Jahr 1913 gab es in der damaligen Großgemeinde 1522 Häuser und 8851 Einwohner auf einer Fläche von 9423 Katastraljochen. Sie gehörte zu dieser Zeit zum Bezirk Központ im Komitat Tolna.

## Städtepartnerschaften
Es bestehen folgende Städtepartnerschaften:
- Ozun, Rumänien
- Palić (Палић), Serbien
- Stutensee, Baden-Württemberg, seit 1990/91

## Persönlichkeiten

### Söhne und Töchter der Stadt
- Géza II. (1130–1162), König von Ungarn
- János Fusz (1777–1819), Komponist und Kapellmeister
- Adolf Müller senior (1801–1886), Schauspieler und Komponist
- Marie Festetics (1839–1923), Hofdame der Kaiserin Elisabeth

## Sehenswürdigkeiten
- Blaufärberwerkstatt und Museum (Kékfestő Műhely és Múzeum)
- Freizeitpark (Alta Ripa Szabadidőpark)
- József-Martinek-Gedenkhaus
- Römisch-katholische Kirche Nagyboldogasszony, erbaut 1773
- Römisch-katholische Kapelle Hétfájdalmú Szent Szűz, erbaut 1739–1748
- Sammlung der Seidenindustrie (Selyemipari Gyűjtemény)
- Szentháromság-Säule

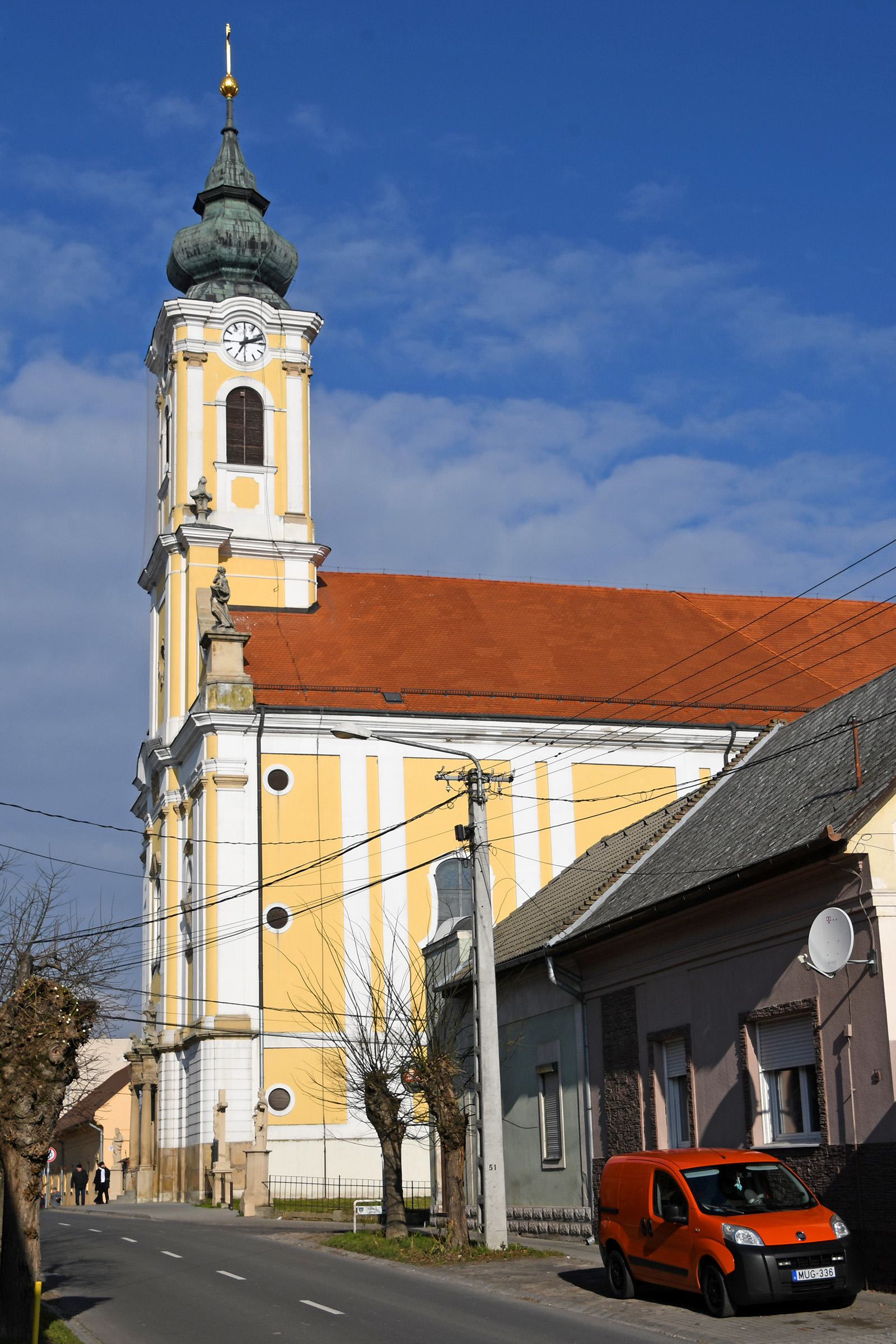
Röm.-kath. Kirche Nagyboldogasszony
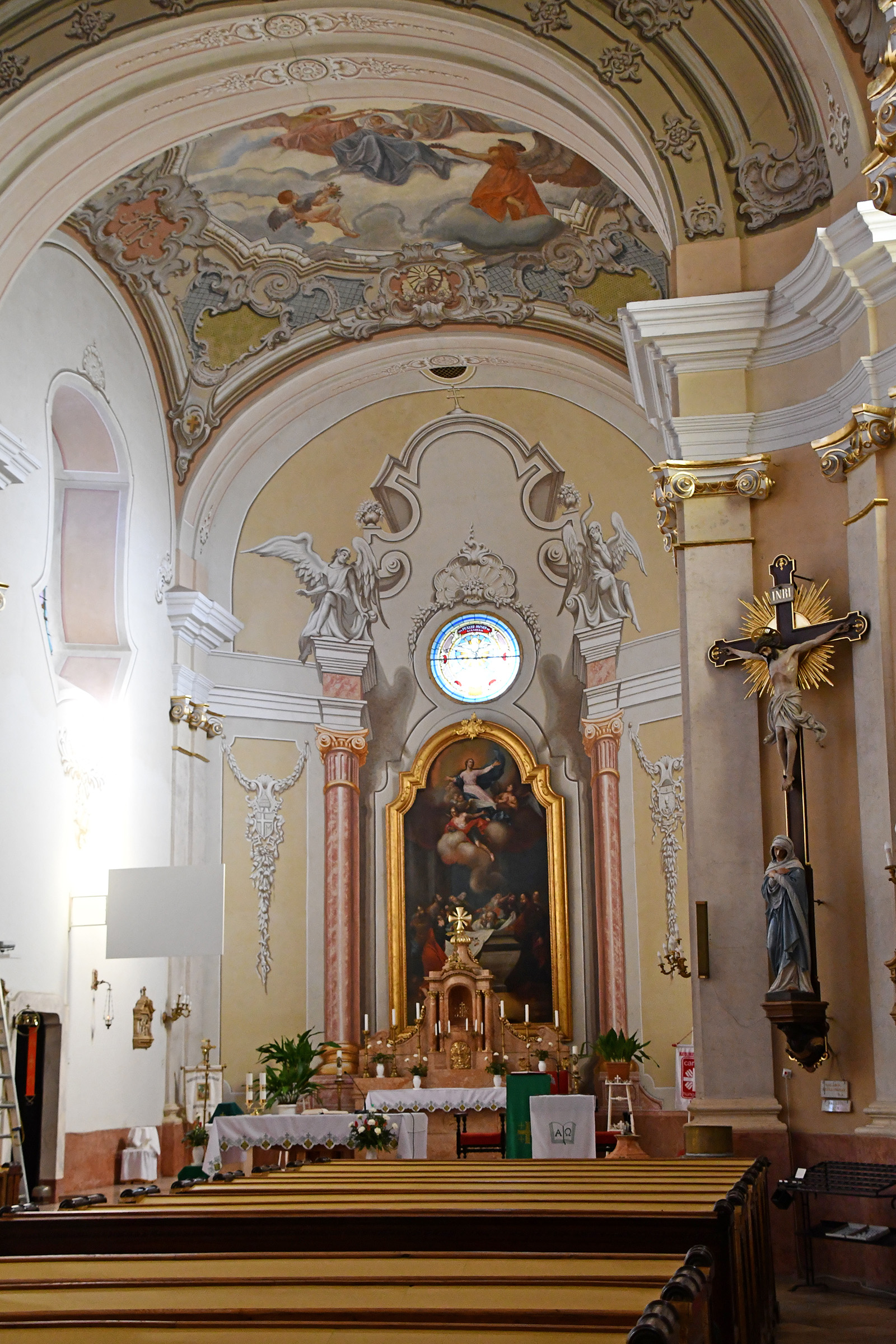
Innenraum der Kirche Nagyboldogasszony
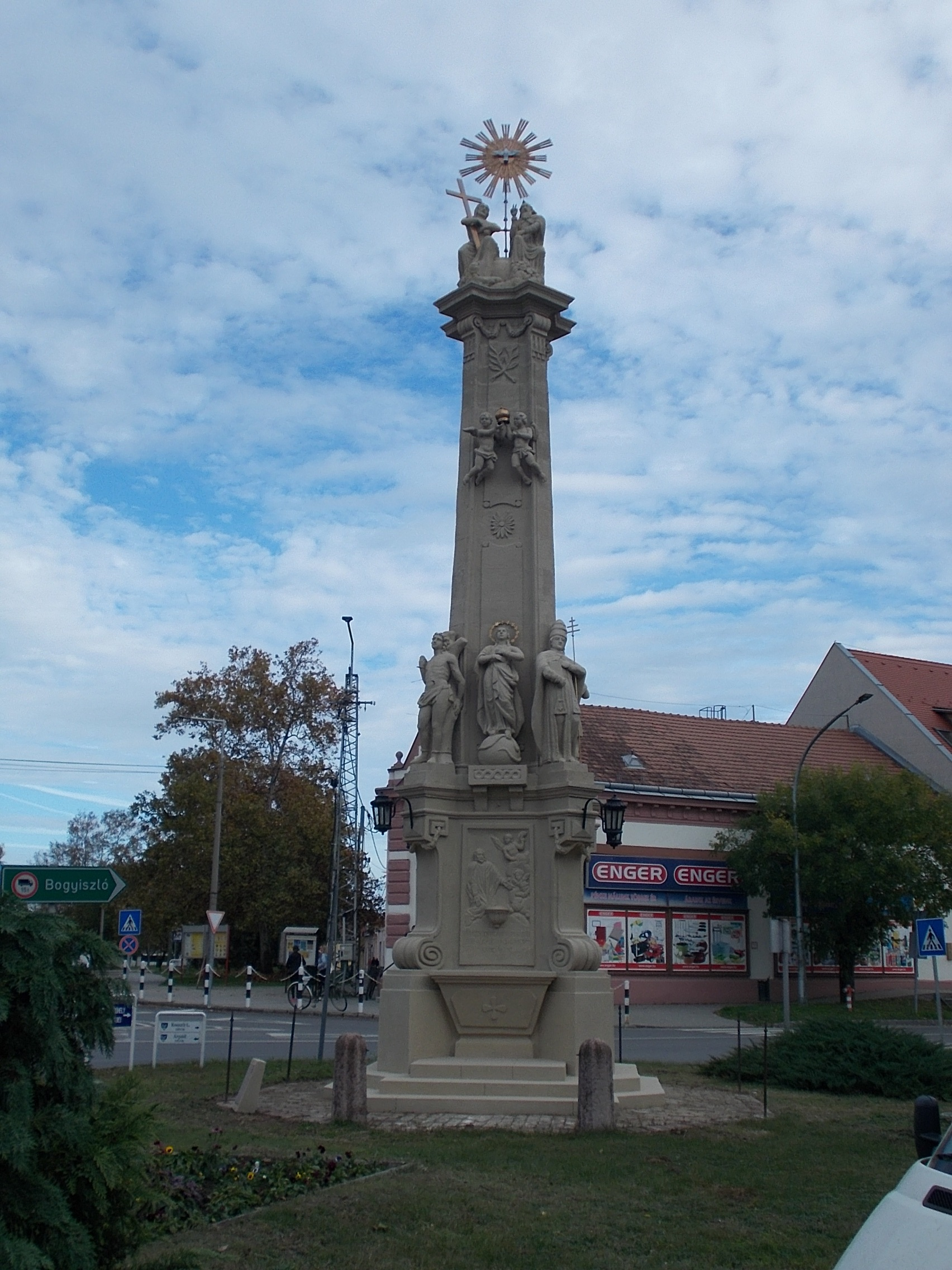
Szentháromság-Säule
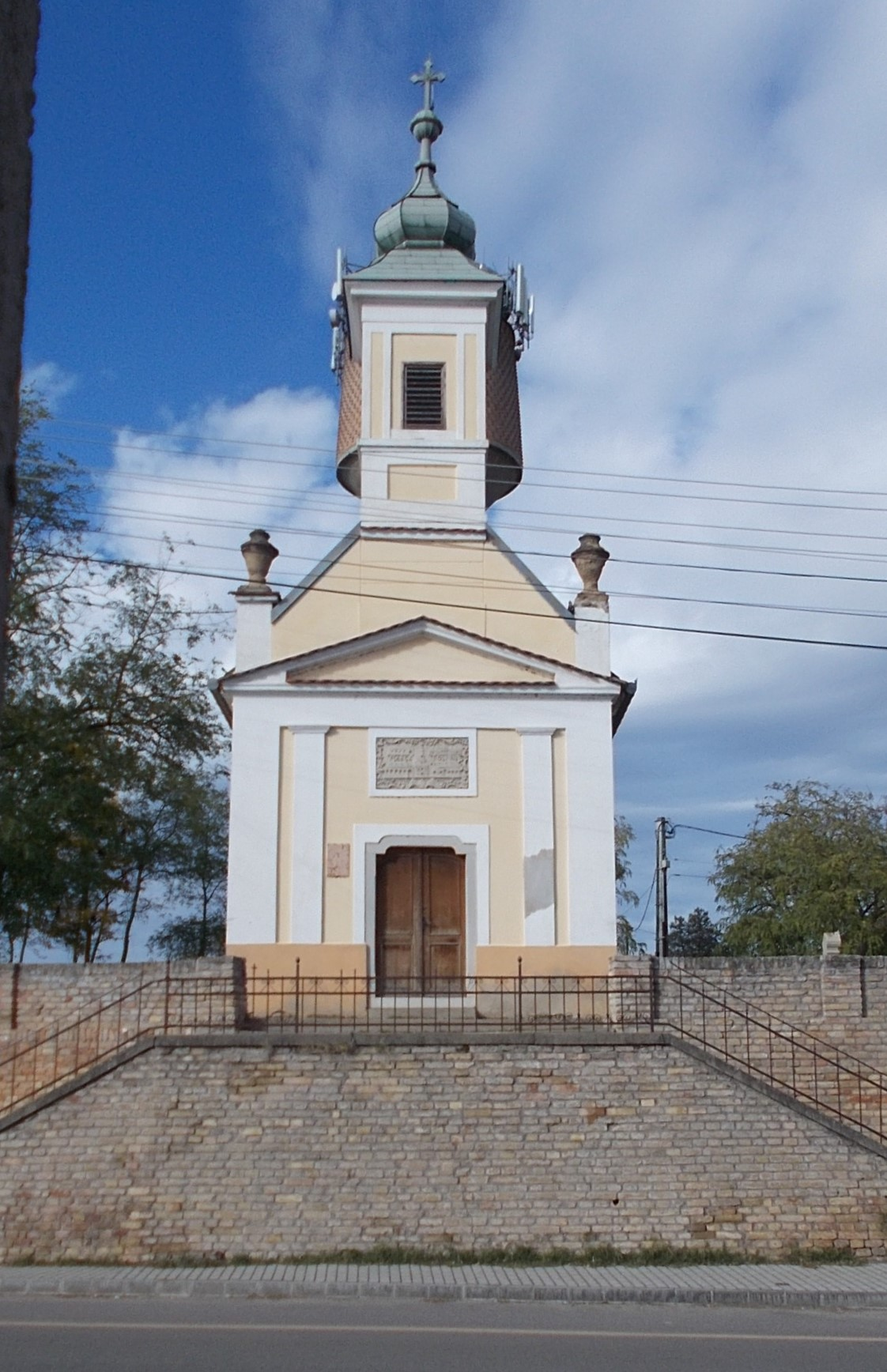
Kapelle Hétfájdalmú Szent Szűz
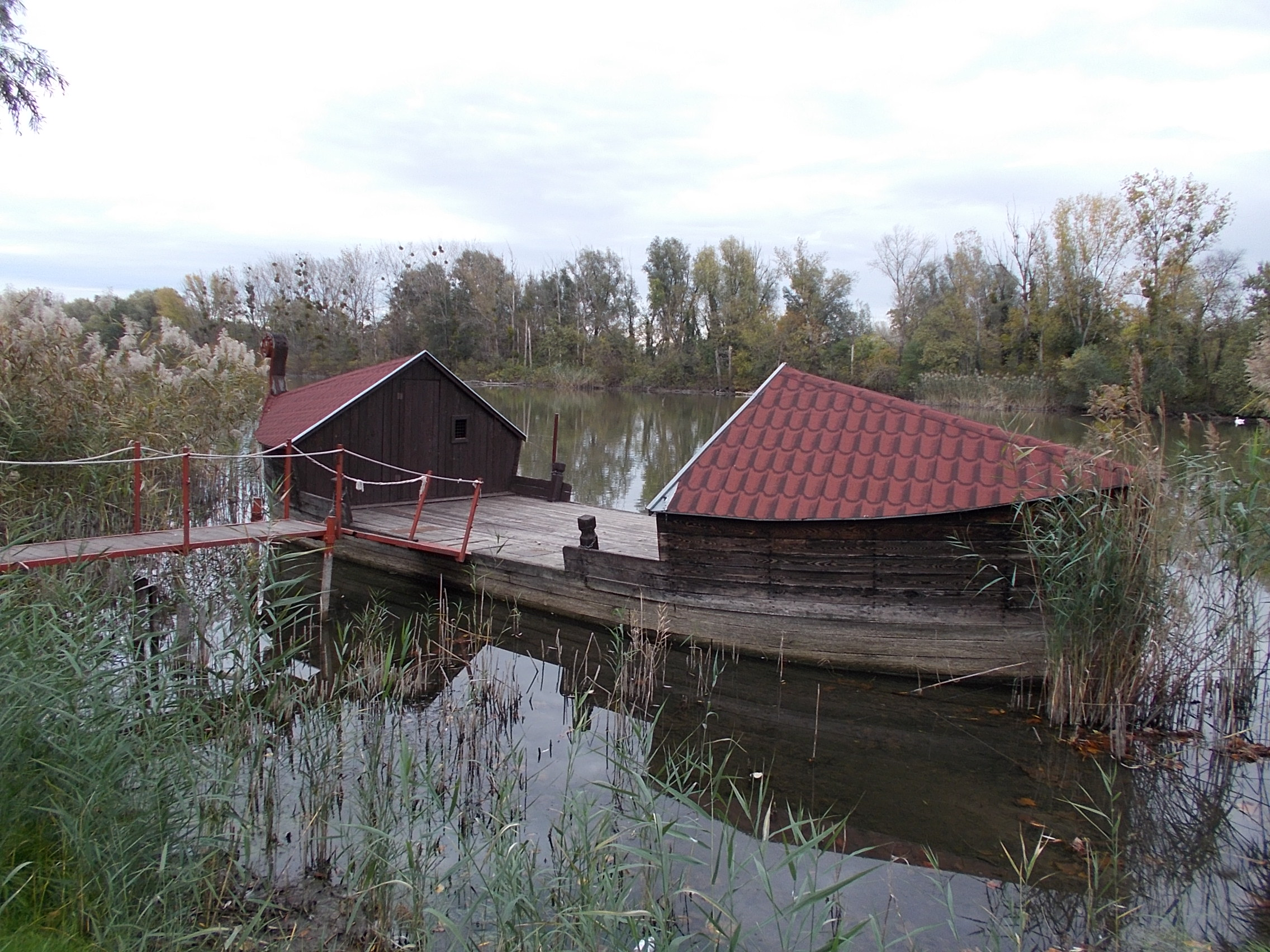
Holzschiff im Freizeitpark

## Verkehr
Durch die Stadt verläuft die Landstraße Nr. 5112, von der die Landstraße Nr. 5116 in südöstliche Richtung nach Bogyiszló abzweigt. Die Stadt ist angebunden an die Eisenbahnstrecke von Sárbogárd nach Baja.